# Alegeri de stat în Saxonia-Anhalt, 2021
Alegerile de stat din Saxonia-Anhalt din 2021 s-au ținut pe 6 iunie pentru a alege cel de al optulea Landtag al Saxoniei-Anhalt. Guvernul care a plecat a fost coaliția Uniunii Creștine Democrate (CDU), a Partidului Social Democrat (SPD) și a Verzilor, condusă de ministrul-președinte Reiner Haseloff.
CDU a câștigat aceste alegeri cu un rezultat neașteptat de mare de 37.1% din voturi, o creștere de 7.4 procente. Partidul de opoziție Alternativa pentru Germania (AfD) a primit 20.8% în scădere cu 3.4 procente. Stânga și SPD au suferit cele mai slabe rezultate din istoria lor în acest land, primind 11.0% respectiv 8.4% din voturi. Partidul Liber Democrat (FDP) care nu a reușit să intre din nou în Landtag în 2016, a câștigat 6,4% din voturi și 7 locuri. Verzii au terminat cu un nivel neașteptat de mic de 5,9%, doar o ușoară îmbunătățire față de rezultatul anterior.
La 6 iulie, CDU, SPD și FDP au început negocierile de coaliție. Cele trei partide au prezentat un proiect de acord de coaliție pe 9 august, care a fost ulterior aprobat de membrii fiecărui partid. Haseloff a fost reales ministru-președinte la 16 septembrie la al doilea tur de scrutin din Landtag.

## Fundal
La alegerile anterioare ce s-au ținut pe 13 martie 2016, CDU a rămas cel mai mare partid, primind 29.8% din voturi, o scădere cu 2.7 procente față de alegerile anterioare. Alternativa pentru Germania (AfD) a participat la primele ei alegeri în Saxonia-Anhalt, câștigând 24.3%. Stânga a căzut de pe locul al doilea, pe locul al treilea cu un procent de 16.3%, o scădere de 7.4 procente. SPD și-a pierdut jumătate din electorat, scăzând la 10.6%. Verzii și-au păstrat locurile cu 5,2%.
CDU a condus o coaliție cu SPD din 2011, dar acest guvern și-a pierdut majoritatea la alegeri. CDU a format ulterior o coaliție cu SPD și Verzii.

## Partide
Tabelul de mai jos arată partidele membre al celui de al șaptelea Landtag al Saxoniei-Anhalt.
| Nume | Nume  | Nume                                                                               | Ideologie                              | Candidat           | Rezultatele din 2016 | Rezultatele din 2016 |
| Nume | Nume  | Nume                                                                               | Ideologie                              | Candidat           | Voturi (%)           | Locuri               |
| ---- | ----- | ---------------------------------------------------------------------------------- | -------------------------------------- | ------------------ | -------------------- | -------------------- |
|      | CDU   | Uniunea Creștin-Democrată din Germania Christlich Demokratische Union Deutschlands | Creștin democrație                     | Reiner Haseloff    | 29.8%                | 30 / 87              |
|      | AfD   | Alternativa pentru Germania Alternative für Deutschland                            | Naționalism german Populism de dreapta | Oliver Kirchner    | 24.3%                | 25 / 87              |
|      | Linke | Stânga                                                                             | Socialism democratic                   | Eva von Angern     | 16.3%                | 16 / 87              |
|      | SPD   | Partidul Social Democrat din Germania Sozialdemokratische Partei Deutschlands      | Social-democrație                      | Katja Pähle        | 10.6%                | 11 / 87              |
|      | Grüne | Alianța 90/Verzii Bündnis 90/Die Grünen                                            | Politică verde                         | Cornelia Lüddemann | 5.2%                 | 5 / 87               |

## Sondaje de opinie

### Partide
| Sursă                   | Dată              | Eșantion | CDU                  | AfD        | Linke | SPD  | Verzii | FDP  | Alții | Avans     |     |     |     |      |      |
| ----------------------- | ----------------- | -------- | -------------------- | ---------- | ----- | ---- | ------ | ---- | ----- | --------- | --- | --- | --- | ---- | ---- |
| Sursă                   | Dată              | Eșantion | Alegeri de stat 2021 | 6 iun 2021 | –     | 37.1 | 20.8   | 11.0 | Alții | Avans     | 8.4 | 5.9 | 6.4 | 10.3 | 16.3 |
| INSA                    | 1–4 Jun 2021      | 1,132    | 27                   | 26         | 12    | 10   | 8      | 7    |       | 1         |     |     |     |      |      |
| Forschungsgruppe Wahlen | 2–3 Jun 2021      | 1,017    | 30                   | 23         | 11.5  | 10   | 9      | 6.5  |       | 7         |     |     |     |      |      |
| Forschungsgruppe Wahlen | 25–27 May 2021    | 1,008    | 29                   | 23         | 11    | 10   | 9      | 8    |       | 6         |     |     |     |      |      |
| Infratest dimap         | 25–26 May 2021    | 1,249    | 28                   | 24         | 10    | 11   | 9      | 8    |       | 4         |     |     |     |      |      |
| INSA                    | 17–23 May 2021    | 1,000    | 25                   | 26         | 13    | 10   | 11     | 8    | 7     | 1         |     |     |     |      |      |
| INSA                    | 20–27 Apr 2021    | 1,042    | 26                   | 24         | 13    | 10   | 12     | 6    | 9     | 2         |     |     |     |      |      |
| Infratest dimap         | 16–21 Apr 2021    | 1,202    | 27                   | 20         | 12    | 12   | 11     | 8    | 10    | 7         |     |     |     |      |      |
| INSA                    | 19–25 Jan 2021    | 1,084    | 30                   | 23         | 16    | 10   | 9      | 5    | 7     | 7         |     |     |     |      |      |
| INSA                    | 23–30 Nov 2020    | 1,079    | 29                   | 23         | 17    | 10   | 10     | 4    | 7     | 6         |     |     |     |      |      |
| GMS                     | 15–29 Jul 2020    | 1,003    | 33                   | 19         | 16    | 12   | 10     | 4    | 6     | 14        |     |     |     |      |      |
| Infratest dimap         | 28 May–3 Jun 2020 | 1,003    | 34                   | 19         | 16    | 13   | 8      | 4    | 6     | 15        |     |     |     |      |      |
| INSA                    | 2–16 Mar 2020     | 1,005    | 25                   | 25         | 18    | 11   | 11     | 4    | 6     | Egalitate |     |     |     |      |      |
| Infratest dimap         | 21–25 Aug 2018    | 1,000    | 28                   | 21         | 19    | 14   | 6      | 8    | 4     | 7         |     |     |     |      |      |
| CONOSCOPE               | 30 Jan–8 Mar 2018 | 1,100    | 35                   | 15         | 20    | 16   | 5      | 6    | 3     | 15        |     |     |     |      |      |
| Infratest dimap         | 12–17 Jun 2017    | 1,000    | 40                   | 13         | 20    | 13   | 6      | 5    | 3     | 20        |     |     |     |      |      |
| Infratest dimap         | 15–19 Nov 2016    | 1,000    | 33                   | 22         | 18    | 15   | 5      | –    | 7     | 11        |     |     |     |      |      |
| 2016 state election     | 13 Mar 2016       | –        | 29.8                 | 24.3       | 16.3  | 10.6 | 5.2    | 4.9  | 9.0   | 5.5       |     |     |     |      |      |

### Coaliție preferată
| Polling firm | Fieldwork date | Sample size | Assessment | CDU SPD FDP             | CDU SPD FDP    | CDU SPD FDP | CDU SPD Verzii | CDU SPD Verzii | CDU SPD Verzii | CDU Verzii FDP | CDU Verzii FDP | CDU Verzii FDP | CDU AfD | CDU AfD |    |    |    |    |
| ------------ | -------------- | ----------- | ---------- | ----------------------- | -------------- | ----------- | -------------- | -------------- | -------------- | -------------- | -------------- | -------------- | ------- | ------- | -- | -- | -- | -- |
| Polling firm | Fieldwork date | Sample size | Assessment | Forschungsgruppe Wahlen | 25–27 mai 2021 | 1,008       | Pozitiv        | 37             | 37             | 37             | 32             | 32             | 32      | 19      | 19 | 19 | 14 | 14 |
| Negativ      | 33             | 33          | 33         | Forschungsgruppe Wahlen | 25–27 mai 2021 | 1,008       | 48             | 48             | 48             | 60             | 60             | 60             | 76      | 76      |    |    |    |    |

## Rezultate preliminare
| Partid                         | Partid                                 | Circumscripție | Circumscripție | Circumscripție | Circumscripție | Listele partidului | Listele partidului | Listele partidului | Listele partidului | Total locuri | +/- |
| Partid                         | Partid                                 | Voturi         | %              | +/-            | Locuri         | Voturi             | %                  | +/-                | Locuri             | Total locuri | +/- |
| ------------------------------ | -------------------------------------- | -------------- | -------------- | -------------- | -------------- | ------------------ | ------------------ | ------------------ | ------------------ | ------------ | --- |
|                                | Uniunea Creștin Democrată (CDU)        | 362,333        | 34.13          | +4.58          | 40             | 394,808            | 37.12              | +7.37              | 0                  | 40           | +10 |
|                                | Alternativa pentru Germania (AfD)      | 231,875        | 21.84          | –1.28          | 1              | 221,498            | 20.82              | –3.45              | 22                 | 23           | –2  |
|                                | Stânga (LINKE)                         | 135,419        | 12.76          | –5.91          | 0              | 116,902            | 10.99              | –5.33              | 12                 | 12           | –4  |
|                                | Partidul Social Democrat (SPD)         | 116,453        | 10.97          | –3.32          | 0              | 89,475             | 8.41               | –2.22              | 9                  | 9            | –2  |
|                                | Partidul Liber Democrat (FDP)          | 70,725         | 6.66           | +1.19          | 0              | 68,305             | 6.42               | +1.56              | 7                  | 7            | +7  |
|                                | Alianța 90/Verzii (GRÜNE)              | 60,521         | 5.70           | +0.42          | 0              | 63,148             | 5.94               | +0.76              | 6                  | 6            | +1  |
|                                | Votanții Liberi                        | 57,536         | 5.42           | +3.35          | 0              | 33,288             | 3.13               | +0.97              | 0                  | 0            | ±0  |
|                                | dieBasis                               | 7,564          | 0.71           | nou            | 0              | 15,621             | 1.47               | nou                | 0                  | 0            | ±0  |
|                                | Mediul Uman Protecția Animalelor       | 1,056          | 0.10           | +0.10          | 0              | 15,274             | 1.44               | –0.04              | 0                  | 0            | ±0  |
|                                | Partidul Grădinii                      | 3,216          | 0.30           | +0.08          | 0              | 8,577              | 0.81               | +0.38              | 0                  | 0            | ±0  |
|                                | Die PARTEI                             | 3,909          | 0.37           | +0.26          | 0              | 7,770              | 0.73               | +0.20              | 0                  | 0            | ±0  |
|                                | Protecția Animalelor Aici!             | 0              | 0.00           | nou            | 0              | 6,239              | 0.59               | nou                | 0                  | 0            | ±0  |
|                                | Alianța Protecția Animalelor           | 4,517          | 0.43           | +0.19          | 0              | 5,108              | 0.48               | –0.56              | 0                  | 0            | ±0  |
|                                | Partidul pentru Cercetarea Sănătății   | 0              | 0.00           | nou            | 0              | 3,947              | 0.37               | nou                | 0                  | 0            | ±0  |
|                                | Partidul Pirat                         | 0              | 0.00           | nou            | 0              | 3,814              | 0.36               | nou                | 0                  | 0            | ±0  |
|                                | Partidul Național Democrat             | 160            | 0.02           | +0.02          | 0              | 2,897              | 0.27               | –1.62              | 0                  | 0            | ±0  |
|                                | WiR2020                                | 0              | 0.00           | nou            | 0              | 1,649              | 0.16               | nou                | 0                  | 0            | ±0  |
|                                | Cetățenii Liberi din Germania Centrală | 2,932          | 0.28           | –0.16          | 0              | 1,603              | 0.15               | –0.22              | 0                  | 0            | ±0  |
|                                | Umaniștii                              | 0              | 0.00           | nou            | 0              | 1,409              | 0.13               | nou                | 0                  | 0            | ±0  |
|                                | Partidul Ecologist Democrat            | 145            | 0.01           | nou            | 0              | 1,062              | 0.10               | nou                | 0                  | 0            | ±0  |
|                                | Lista Climatică Saxonia-Anhalt         | 0              | 0.00           | nou            | 0              | 827                | 0.08               | nou                | 0                  | 0            | ±0  |
|                                | Reformatorii Liberal Conservatori      | 0              | 0.00           | ±0.00          | 0              | 473                | 0.04               | –0.83              | 0                  | 0            | ±0  |
|                                | Independenți                           | 3,153          | 0.30           | –0.10          | 0              | 0                  | 0.00               | 0                  | 0                  | 0            | ±0  |
| Total                          | Total                                  | 1,061,514      | 100.00         | -              | 41             | 1,063,694          | 100.00             | -                  | 56                 | 97           | -   |
|                                |                                        |                |                |                |                |                    |                    |                    |                    |              |     |
| Voturi valide                  | Voturi valide                          | 1,061,514      | 98.35          |                |                | 1,063,694          | 98.56              |                    |                    |              |     |
| Voturi invalide/albe           | Voturi invalide/albe                   | 17,773         | 1.65           |                |                | 15,593             | 1.44               |                    |                    |              |     |
| Voturi totale                  | Voturi totale                          | 1,079,287      | 100.00         |                |                | 1,079,287          | 100.00             |                    |                    |              |     |
| Votanți înregistrați/prezența  | Votanți înregistrați/prezența          | 1,788,955      | 60.33          | –0.78          |                | 1,788,955          | 60.33              | –0.78              |                    |              |     |
| Sursă: State Returning Officer |                                        |                |                |                |                |                    |                    |                    |                    |              |     |

| \| Vot popular \| Vot popular \| Vot popular \| Vot popular \| Vot popular \| \| ----------- \| ----------- \| ----------- \| ----------- \| ----------- \| \| \| \| \| \| \| \| CDU \| CDU \| \| 37.12% \| 37.12% \| \| AfD \| AfD \| \| 20.82% \| 20.82% \| \| LINKE \| LINKE \| \| 10.99% \| 10.99% \| \| SPD \| SPD \| \| 8.41% \| 8.41% \| \| FDP \| FDP \| \| 6.42% \| 6.42% \| \| GRÜNE \| GRÜNE \| \| 5.94% \| 5.94% \| \| FW \| FW \| \| 3.13% \| 3.13% \| \| Alții \| Alții \| \| 7.17% \| 7.17% \| |       |  |        |        |
| Vot popular |       |  |        |        |
| |       |  |        |        |
| CDU | CDU   |  | 37.12% | 37.12% |
| AfD | AfD   |  | 20.82% | 20.82% |
| LINKE | LINKE |  | 10.99% | 10.99% |
| SPD | SPD   |  | 8.41%  | 8.41%  |
| FDP | FDP   |  | 6.42%  | 6.42%  |
| GRÜNE | GRÜNE |  | 5.94%  | 5.94%  |
| FW | FW    |  | 3.13%  | 3.13%  |
| Alții | Alții |  | 7.17%  | 7.17%  |

| \| Locuri în Landtag \| Locuri în Landtag \| Locuri în Landtag \| Locuri în Landtag \| Locuri în Landtag \| \| ----------------- \| ----------------- \| ----------------- \| ----------------- \| ----------------- \| \| \| \| \| \| \| \| CDU \| CDU \| \| 41.24% \| 41.24% \| \| AfD \| AfD \| \| 23.71% \| 23.71% \| \| LINKE \| LINKE \| \| 12.37% \| 12.37% \| \| SPD \| SPD \| \| 9.28% \| 9.28% \| \| FDP \| FDP \| \| 7.22% \| 7.22% \| \| GRÜNE \| GRÜNE \| \| 6.19% \| 6.19% \| |       |  |        |        |
| Locuri în Landtag |       |  |        |        |
| |       |  |        |        |
| CDU | CDU   |  | 41.24% | 41.24% |
| AfD | AfD   |  | 23.71% | 23.71% |
| LINKE | LINKE |  | 12.37% | 12.37% |
| SPD | SPD   |  | 9.28%  | 9.28%  |
| FDP | FDP   |  | 7.22%  | 7.22%  |
| GRÜNE | GRÜNE |  | 6.19%  | 6.19%  |

## Urmări
Victoria clară a CDU nu a fost prezisă de sondajele de opinie, care au sugerat că partidul ar putea câștiga o majoritate, dar nu va depăși 30% din voturi. La fel, AfD și Verzii s-au descurcat mai slab decât se așteptau. În urma rezultatelor slabe la alegerile de stat din martie, rezultatul a fost perceput ca un succes pentru CDU la nivel național. Cu toate acestea, comentatorii au subliniat popularitatea personală a ministrului-președinte Haseloff, despre care au remarcat că s-a distanțat de președintele federal Armin Laschet, susținându-l pe rivalul Markus Söder în timpul congresului din aprilie pentru candidatura la cancelaria Germaniei.
Actuala „coaliție Kenya” a CDU, SPD și Verzii a fost returnată cu o majoritate sporită de 55 de locuri; numai CDU și SPD dețin o majoritate de 49 de locuri. Alte opțiuni includ o „coaliție Jamaica” a CDU, FDP și Verzii (53 de locuri), precum și „coaliția Germania” a CDU, SPD și FDP (56 de locuri) care nu a fost încă testată. Ministrul-președinte Haseloff a declarat că va purta discuții guvernamentale cu „toate partidele democratice” și a exclus o coaliție cu AfD sau Linke.

### Formarea guvernului
Verzii au exclus reînnoirea unui guvern cu CDU și SPD, declarând că nu doresc să intre într-un guvern în care nu sunt necesari din punct de vedere matematic. SPD a cerut ca următorul guvern să implementeze asistență gratuită și să ofere mai multe fonduri pentru municipalități sau spitale, care sunt supuse condiției ca acestea să poată fi finanțate. FDP a cerut reducerea birocrației pentru a transparetiza legea achizițiilor publice.
La 7 iulie, CDU, SPD și FDP au anunțat că vor intra în negocieri cu un guvern de coaliție. La 9 august, cele trei părți au anunțat că a fost încheiat un proiect de acord de coaliție.
Toate cele trei părți au votat pentru a aproba acordul. La 4 septembrie, SPD a anunțat că acordul a trecut cu aprobarea de 63,4%. Aceasta a fost urmată la 10 septembrie de aprobarea de la 92,1% din membrii CDU și 98% din membrii FDP.
La 16 septembrie, Landtag l-a reales pe Haseloff în funcția de președinte și a investit noul său cabinet. Haseloff nu a reușit în mod neașteptat să fie ales în primul tur, câștigând 48 din cele 49 de voturi necesare. Coaliția sa deține 56 de locuri în total. În al doilea tur de scrutin, a fost ales cu 53 de voturi pentru, 43 împotrivă și o abținere.